# Bromberg (Dolna Austria)
Bromberg – gmina targowa w Austrii, w kraju związkowym Dolna Austria, w powiecie Wiener Neustadt-Land. Według Austriackiego Urzędu Statystycznego liczyła 1 216 mieszkańców (1 stycznia 2014).

## Współpraca
Miejscowość partnerska:
- Sengwarden – dzielnica Wilhelmshaven, Niemcy